# Німецька колонія
Німецька колонія — місцевість у Київському районі Полтави. Назву отримала від поселення німців-колоністів, яке існувало з 1808 по 1867 рік.
20 червня (2 липня) 1808 року російський цар видав указ про прискорення розвитку в Росії сукноробства. За цим указом з німецьких земель були запрошені ремісники.
У 1809 році в Полтаві поселились 54 родини (249 осіб). Для них на околиці міста на 12 десятинах землі збудували близько 50 хат. У 1818 році цю землю передали у власність німецьким колоністам.
Колоністи займалися виробництво фланелі, яка використовувалася при виготовленні військової форми.

## Життя в колонії
Колоністи відзначалися працьовитістю, дисципліною, релігійністю, добропорядністю в сімейних відносинах. Діти навчалися в початковій школі, де вивчали Закон Божий, читання та письмо.
На кошти колоністів була побудована лютеранська кірха. У 1810 році на території колонії був побудований перший у Полтаві стаціонарний театр.
У 1810 році колонія отримала право на самоврядування. Для керування колонією було створено інспекцію у складі інспектора і трьох його помічників. У 1815 році були затверджені правила, які розробили колоністи. З 1820 року управління колонією здійснював приказ, який складався з шульца (старости), двох бейзитцерів (засідателів), писаря.
Приказ керував всією діяльністю колоністів, за винятком кримінальних справ, які розглядалися в суді. Залишати колонію, одружуватися можна було тільки з дозволу приказу. За порушення громадського порядку (поява у п'яному вигляді, лайки, образи) приказ накладав штрафи. Адміністрація колонії слідкувала за дотримання норм сімейного співжиття, за їх порушення виносила покарання (громадські роботи, відправляли на певний термін до міської в'язниці).
Приказ слідкував за дотримання релігійних норм (колоністи були лютеранами). Тих, хто протягом трьох років не долучався до святих таїнств, виключали з общини. Повернутися до неї виключені тільки тоді, коли починали виконувати обряди.
Староста на практиці виконував поліцейські функції. Він слідкував за тим, щоб колоністи вели спокійне і тверезе життя, дотримувалися церковних норм.
У 1859 році колонія нараховувала 64 двори з 1098 жителями. Осіб німецької національності було 354, з яких 180 займались виробництвом сукна.

## Ліквідація колонії
З часом виробництво сукна стало приносити менший дохід. А з введенням загальної військової повинності та з розвитком машинного виробництва виготовлення сукна, в результаті цього ручний домашній промисел німецьких ремісників втратив актуальність, 30 травня (11 червня) 1867 року німецька колонії в Полтаві була ліквідована. Німцям колонії було дозволено виїхати або назад в Німеччину, або залишитися в місті за своїм бажанням. Тих, хто залишився, приписали до міщан та купців.

## Територія колонії
На початку 20 ст. територія колонії ввійшла в межі Полтави. Нині це район вулиць Сковороди (тодішня Колонійська), Семена Антонця (Фабрикантська), Федіра Моргуна та кількох прилеглих провулків.